# Baselski problem
Baselski problem je znameniti problem iz matematične analize, pomemben v teoriji števil, ki ga je prvi postavil Pietro Mengoli leta 1644, rešil pa ga je Leonhard Euler leta 1735. Ker problema tedanji vodilni matematiki niso znali rešiti, je rešitev Eulerju prinesla sloves pri njegovih osemindvajsetih letih. Euler je zelo posplošil problem, njegove zamisli pa je kasneje povzel Bernhard Riemann v svojem članku O številu praštevil, manjših od dane velikosti (Ueber die Anzahl der Primzahlen unter einer gegebenen Gröss) iz leta 1859, v katerem je definiral funkcijo ζ in dokazal njene osnovne značilnosti. Problem nosi ime po Baslu, Eulerjevemu domovanju in domovanju družine Bernoulli, ki je neuspešno reševala problem.
Baselski problem sprašuje po točni vsoti obratnih vrednosti kvadratov naravnih števil, oziroma po točni vsoti neskončne vrste:
{\displaystyle \sum _{n=1}^{\infty }{\frac {1}{n^{2}}}=\lim _{n\to +\infty }\left({\frac {1}{1^{2}}}+{\frac {1}{2^{2}}}+\cdots +{\frac {1}{n^{2}}}\right)=\zeta (2)\!\,.}
Vsota je približno enaka 1,644934 (OEIS A013661). Baselski problem sprašuje po eksaktni vsoti te vrste (v zaključeni obliki), kakor tudi dokaz, da je vsota pravilna. Euler je s pomočjo Euler-Maclaurinove formule našel, da je eksaktna vsota enaka {\displaystyle \zeta (2)=\pi ^{2}/6\,}, in objavil svoje odkritje leta 1735. Njegov pristop je temeljil na metodah, ki tedaj niso bile upravičene. Šele leta 1741 je lahko dal resnično strogi dokaz.